# HD 196761
HD 196761 is een gele dwerg in het sterrenbeeld Capricornus met magnitude van +6,34 en met een spectraalklasse van G8.V. De ster bevindt zich 47,86 lichtjaar van de zon.